# Хобдинський район
Хо́бдинський район (каз. Қобда ауданы, рос. Хобдинский район) — адміністративна одиниця у складі Актюбінської області Казахстану. Адміністративний центр — село Кобда.

## Населення
Населення — 16006 осіб (2021; 19591 у 2009, 27636 у 1999, 36947 у 1989).
Національний склад (станом на 2016 рік):
- казахи — 15812 осіб (81,77%)
- росіяни — 1980 осіб (10,24%)
- українці — 936 осіб
- німці — 230 осіб
- чеченці — 92 особи
- татари — 58 осіб
- молдовани — 57 осіб
- білоруси — 36 осіб
- узбеки — 29 осіб
- чуваші — 13 осіб
- азербайджанці — 9 осіб
- мордва — 6 осіб
- башкири — 5 осіб
- болгари — 1 особа
- корейці — 1 особа
- інші — 72 особи

## Історія
Район був утворений 1921 року.

## Склад
До складу району входять 16 сільських округів:
| Поселення                             | Площа, км² | Населення, осіб (1989) | Населення, осіб (1999) | Населення, осіб (2009) | Населення, осіб (2021) | Центр                      | Населені пункти |
| ------------------------------------- | ---------- | ---------------------- | ---------------------- | ---------------------- | ---------------------- | -------------------------- | --------------- |
| Акрабський сільський округ            | -          | 3577                   | 2150                   | 901                    | 607                    | Акраб                      | 1               |
| Бегалинський сільський округ          | -          | 1875                   | 1670                   | 1303                   | 1000                   | Бескудик                   | 1               |
| Бестауський сільський округ           | -          | 1429                   | 1113                   | 695                    | 483                    | Бестау                     | 1               |
| Булацький сільський округ             | 846,97     | 1472                   | 1319                   | 1162                   | 1163                   | Алія                       | 2               |
| Імангалі Білтабанова сільський округ  | -          | 1724                   | 1361                   | 1010                   | 768                    | імені Імангалі Білтабанова | 3               |
| Жарицький сільський округ             | -          | 2424                   | 1497                   | 852                    | 469                    | Жарик                      | 4               |
| Жарсайський сільський округ           | -          | 1659                   | 1298                   | 982                    | 589                    | Жарсай                     | 3               |
| Жиренкопинський сільський округ       | -          | 2554                   | 1617                   | 834                    | 577                    | Жиренкопа                  | 1               |
| імені Івана Курманова сільський округ | -          | 1172                   | 841                    | 649                    | 625                    | Бегали                     | 2               |
| Кизилжарський сільський округ         | -          | 2088                   | 1504                   | 882                    | 490                    | Кизилжар                   | 2               |
| Кобдинський сільський округ           | 657,31     | 6905                   | 6125                   | 5578                   | 6093                   | Кобда                      | 2               |
| Отецький сільський округ              | 1596,59    | 2664                   | 1476                   | 799                    | 419                    | Отек                       | 2               |
| Сарбулацький сільський округ          | -          | 1916                   | 1152                   | 764                    | 502                    | Сарбулак                   | 1               |
| Согалинський сільський округ          | -          | 1913                   | 1472                   | 972                    | 369                    | Кок-Уй                     | 3               |
| Талдисайський сільський округ         | 364,51     | 1205                   | 1209                   | 918                    | 903                    | Талдисай                   | 1               |
| Терісакканський сільський округ       | 578,75     | 2370                   | 1832                   | 1290                   | 949                    | Терісаккан                 | 2               |

## Найбільші населені пункти
Населені пункти з чисельністю населення понад 1000 осіб:
| № | Населений пункт | Населення, осіб (1989) | Населення, осіб (1999) | Населення, осіб (2009) | Населення, осіб (2021) |
| - | --------------- | ---------------------- | ---------------------- | ---------------------- | ---------------------- |
| 1 | Кобда           | 5 165                  | 5 288                  | 5 244                  | 5 943                  |
| 2 | Алія            | 1 123                  | 1 103                  | 1 001                  | 1 011                  |
| 3 | Бескудик        | 1 875                  | 1 670                  | 1 303                  | 1 000                  |